# Alexander Henry Haliday
Alexander Henry Haliday (ou Enrico Alessandro Haliday ou Alexis Heinrich Haliday) est un entomologiste irlandais, né le 21 novembre 1806 près de Belfast et mort le 12 ou 13 juillet 1870 à Lucques en Italie.

## Biographie
Il est l’ami d’enfance de Robert Templeton (1802-1892), également entomologiste. Il partage son temps entre l’Irlande et Lucca où il participe à la fondation de la Société entomologique d'Italie aux côtés de Camillo Rondani (1808-1879) et d’Adolfo Targioni Tozzetti (1823-1902). Il est membre de plusieurs sociétés savantes dont la Royal Irish Academy, la Belfast Natural History Society et la Société entomologique de Londres.
Avec Friedrich Hermann Loew (1807-1879), il est le plus grand spécialiste des diptères du XIXe siècle. Mais il s’intéresse également à pratiquement tous les ordres d’insectes notamment les thysanoptères ainsi que les familles de Mymaridae et des Ichneumonidae. La riche correspondance qu’il entretient avec les entomologistes de son temps est conservée pour partir à la Société entomologique de Londres et à la bibliothèque Hope de l’université d'Oxford.

## Liste partielle des publications
- 1833. Catalogue of Diptera occurring about Holywood in Downshire. Ent. Mag. 1 (2) : 147-180.
- 1833. Essay on the classification of parasitic Hymenoptera, &c. (continued). Ent. Mag. 1 (4) : 333-350.
- 1833. Essay on the classification of parasitic Hymenoptera, &c. (continued from page 350). Ent. Mag. 1 (5) : 480-491.
- 1834. Aleyrodes phillyreae. Ent. Mag. 2 (2) : 119-120.
- 1834. Essay on the classification of parasitic Hymenoptera, &c. (continued from page 106). Ent. Mag. 2 (3) : 225-259.
- 1836. British species of the dipterous tribe Sphaeroceridae. Ent. Mag. 3 (4) : 315-336.
- 1836. An epitome of the British genera, in the order Thysanoptera, with indications of a few of the species. Ent. Mag. 3 (5) : 439-451.

## Source
- Traduction un peu simplifiée de l'article de langue anglaise de Wikipédia.